# Lizardmen
Lizardmen är en uråldrig ras i spelet Warhammer Fantasy Battles, som till stor del är inspirerad av civilisationer som Aztekerna, Inka- och Mayariket. Lizardmens språk, saurian, är inspirerat av aztekernas språk, och namn är ofta tagna från kända aztekiska städer och ledare.

## Lizardmen i Warhammer
Lizardmen-rasen är uppdelad i strid efter deras olika roller som de har i deras samhälle. De flesta lizardmen lever i djungler som i nutid skulle vara Sydamerika, men det finns även "Lizardmen of the Southlands", där Southlands är större delen av Afrika. Lizardmen kommer ursprungligen ifrån de sydamerikanska djunglerna och det är där de äldsta slanns kommer ifrån. Lizardmen blev skapade av rasen som warhammer-världen känner som old ones, ett folk med en otrolig intelligens och styrka. Deras lärlingar Slann leder idag lizardmens arméer då old ones spårlöst har försvunnit, antagligen har de förintats eller åtminstone besegrats av chaos. När polarportarna kollapsade strömmade chaoshorderna in i warhammer world och förintade alla som stod i dess väg. Slann Lord kroak från tempelstaden Itza offrade sitt liv tillsammans med sina bröder för att förinta de större chaos-arméerna. Lizardmen och high elves samarbetade en gång i tiden för att upprätthålla världsbalansen mot chaos, men med tanke på dark elves räder mot lustria har lizardmen och slann blivit vaksamma mot warmbloods (det vill säga raser med varmt blod). 

### Olika typer av Lizardmen
Slann är viktiga ledare och ger sig sällan ut i strid, och de gånger som de tvingas göra detta använder de magi som vapen. De är de starkaste magikerna i Warhammer Fantasy Battles. De är bland de äldsta raserna i Warhammer, eller kanske den äldsta.
Skinks är utpräglade till att smyga runt slagfältet och vidarebefordra information till de starkare Sauruskrigarna, och använder blåsrör och kastspjut doppade i gift till att anfalla deras fiender, och Southland-skinks kan även använda kortbågar med förgiftade pilar. Undantaget från den rollen har de skinks som rider på Stegadons eller Terradons och de som sköter Salamandrar. Skinks är även de som håller igång tempelstäderna. De är snabba och intelligenta och gör allt från att tyda skrifter till att skulptera och bygga.
Saurus är utpräglade krigare i lizardmen-samhället, och det är de som utgör den största delen av stridande trupper i lizardmen-armén. Sauruskrigarna kan rida på "cold ones" till strid. Dessa är en form av dinosaurier, inspirerad av theropodiska raptorer. Saurusar är oftast tagna för att vara mindre intelligenta än sina skinkbröder. Detta är inte fallet, då de bara har riktat sina tankebanor åt andra håll. I krig är de nämligen utmärkta på att planera komplicerade taktiker, vilka de andra i gruppen förstår instinktivt.
Kroxigors är en släkting till saurus, dubbelt så stora, och utgör en antikavalleri, chockenhet.
Terradons är en typ av flygödlor som skinkarna kan rida på för att anfalla motståndare från luften.
Chameleon skinks är en släkting till vanliga skinks. De är väldigt aggressiva men också tålmodiga och de kan sitta i timmar och vänta på fiender, för att sedan slå till när fienden är som svagast. De har hud som kan skifta färg helt, så att de är svåra att se.
Stegadon är en enorm dinosaurie (Triceratops-lik) som Lizardmen använder i strid likt en stridselefant.
Salamanders sköts i Warhammer-spelet av tre skink-handlers och kan spruta eld.

## Språketsaurian
Språket Lizardmen använder har tre dialekter, slann, skinkian och grov saurian. Den förstnämnda talas av Slann vid ett fåtal tillfällen, då dessa mestadels använder telepati för att tala. Den andra talas av "Skinks" som fungerar som meddelare och tolkare av slannernas visdomsord, och den tredje används av "Saurus"-krigarna.